# St.-Martins-Kirche (Weinböhla)
Die St.-Martins-Kirche ist die evangelisch-lutherische Kirche der Gemeinde Weinböhla (Sachsen).

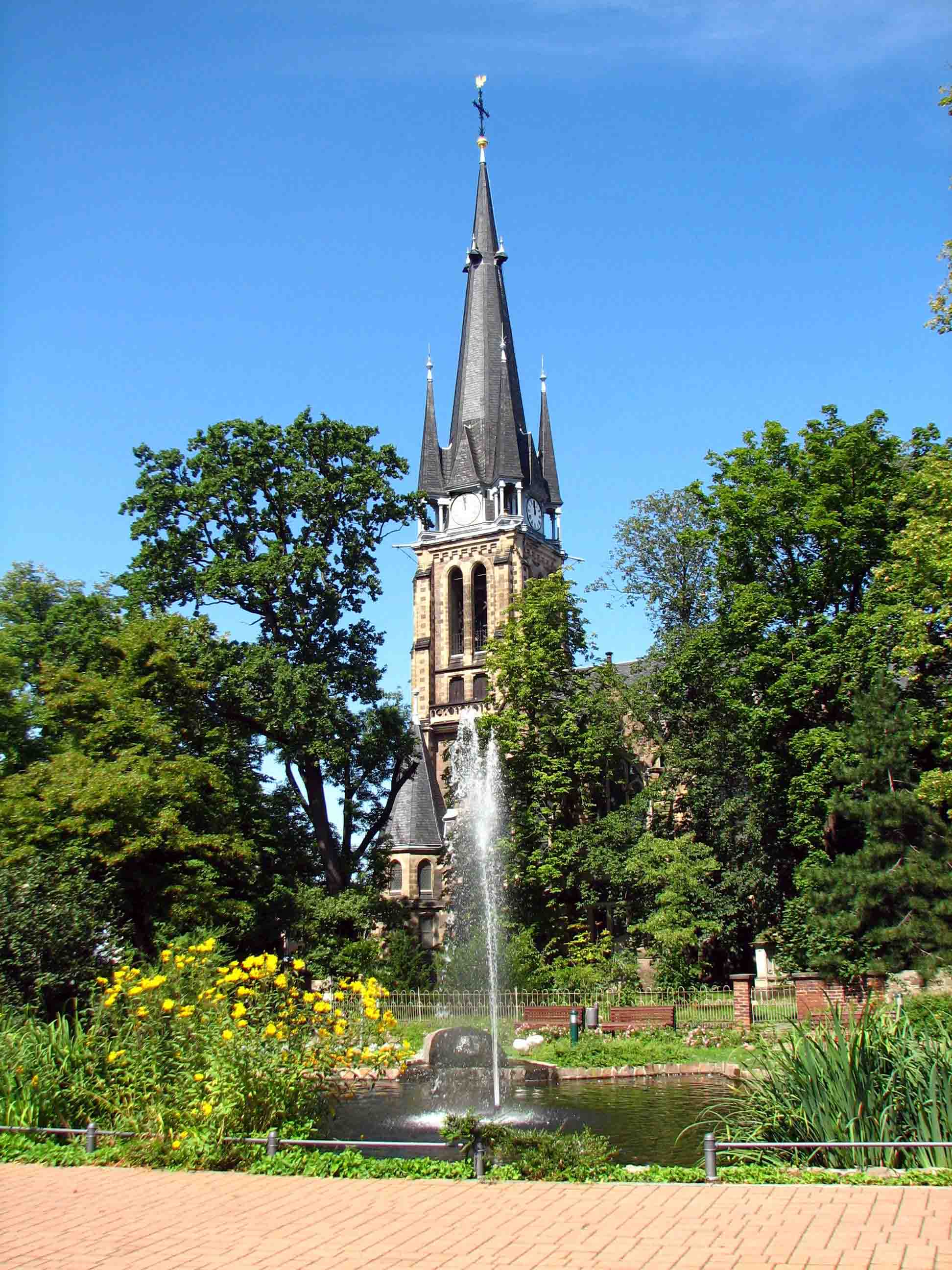
St. Martinskirche

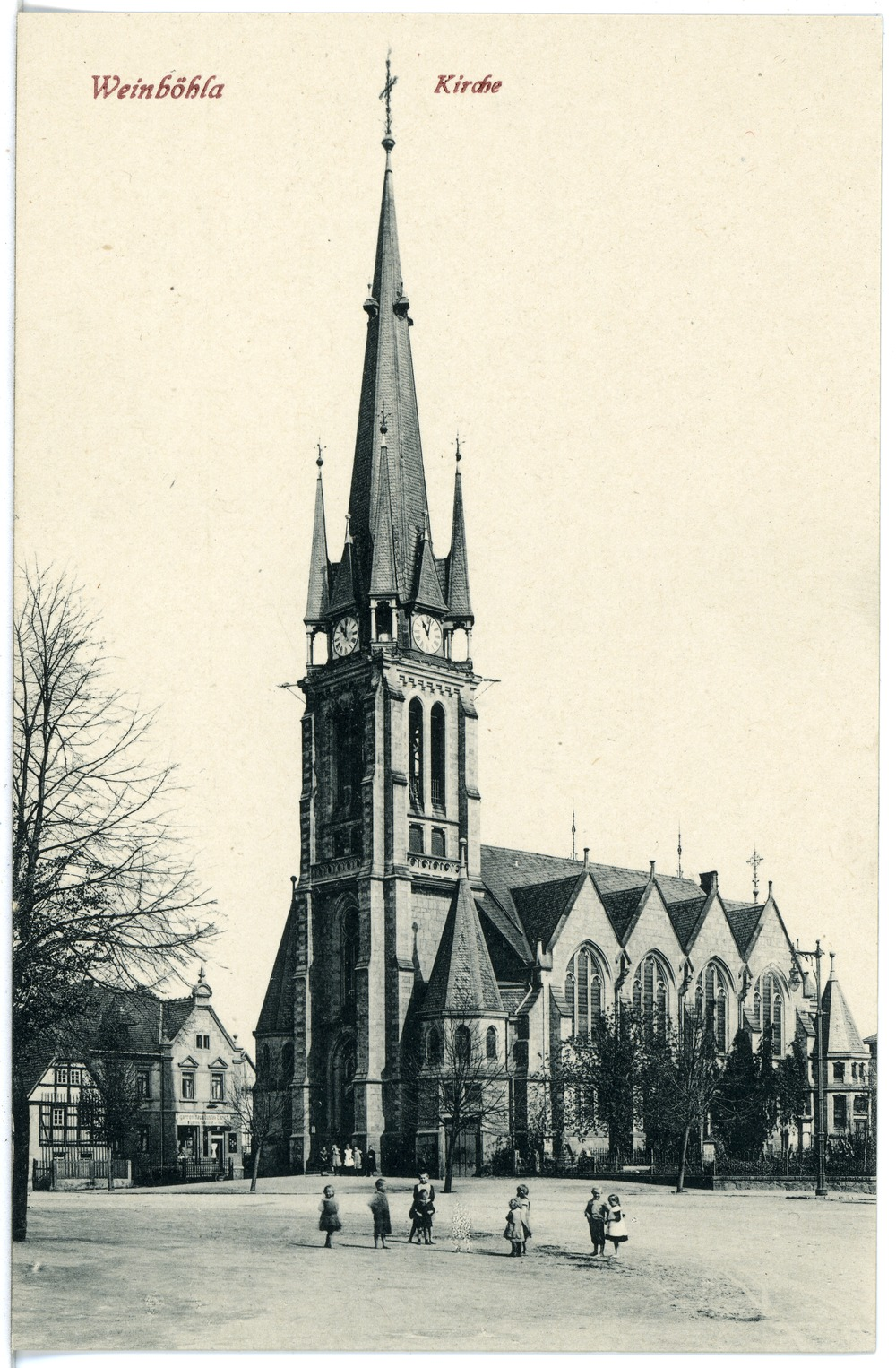
Ansicht aus dem Jahr 1917

## Geschichte

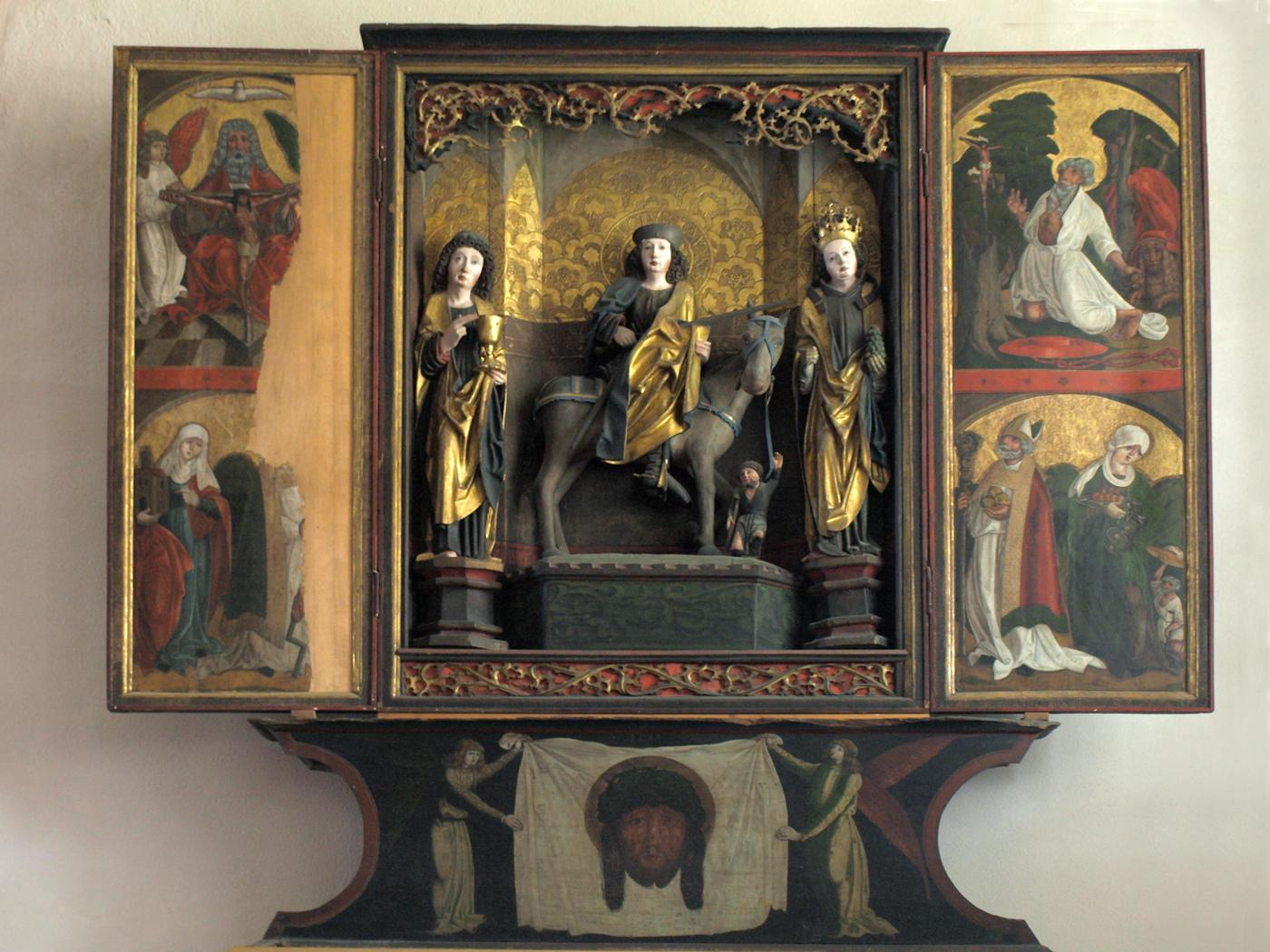
Martinsaltar von 1503,
heute in St. Afra in Meißen

Es ist anzunehmen, dass Weinböhla von seiner erstmaligen Erwähnung 1349/1350 bis ca. 1500 von den Nachbarkirchgemeinden Niederau und Oberau betreut wurde.
Der erste Kirchbau erfolgte vermutlich vor 1539, der Einführung der Reformation in Sachsen. Ein Zeugnis dieser Zeit ist ein vorreformatorischer Flügelaltar von 1503 mit der Darstellung des heiligen Martin von Tours. Dieser wurde 1827 im Zuge einer Kirchenrenovierung ausgebaut und in das Altertumsmuseum Dresden verbracht. Später kam der Altar in das Stadtmuseum Meißen, danach in die Martinskapelle auf dem Meißner Plossen. Heute befindet sich dieser renovierte Altar in der St.-Afra-Kirche Meißen.
Im Zuge der Industrialisierung und dem Bau der Eisenbahnstrecke nach Leipzig (1838) und Berlin (1875) wuchs die Einwohnerzahl, und ein Neubau der Kirche wurde erwogen. Entscheidend für diesen war ein Blitzeinschlag 1892, der erhebliche Schäden anrichtete. Am 21. August 1893 wurde der spätgotische Kirchturm, dessen 1,5 m dicke Mauern aus Bruchstein gemauert waren, gesprengt.
Die Grundsteinlegung der neuen Kirche erfolgte nach dem Abschluss der Abbrucharbeiten am 8. Oktober 1893, das Richtfest wurde am 24. August 1894 gefeiert und die endgültige Kirchweihe wurde nach 18 Monaten Bauzeit am 24. März 1895 abgehalten. Der Architekt des neugotischen Bauwerks war Theodor Quentin. 1981 erfolgte eine Erneuerung der Kirchturmspitze.

## Architektur
Die Kirche ist ein reich gegliedertes Bauwerk in unverputztem Quader- und Bruchsteinmauerwerk mit schiefergedeckten Satteldächern. An den Längsseiten des Schiffs sind jeweils vier große Maßwerkfenster mit Giebeln angeordnet. Das Schiff geht in einen eingezogenen Chor mit Dreiachtelschluss, Strebepfeilern und Maßwerkfenstern über. Nördlich und südlich ist jeweils eine eingeschossige Sakristei angebaut, die von je einem Türmchen begleitet wird. Nach Westen schließt sich ein dreigeschossiger Turm mit großen Fenstern und Schallöffnungen an, der mit einem Spitzhelm mit vier kleinen Begleittürmchen abgeschlossen ist. Das Westportal ist mit einer Figur des Guten Hirten von Bildhauer Richard König versehen und wird von polygonalen Treppentürmchen flankiert.
Das Schiff wird von einem hölzernen, mit Pflanzenfriesen bemalten Tonnengewölbe mit Stichkappen abgeschlossen. An drei Seiten sind ebenfalls bemalte, hölzerne Emporen auf Holzstützen angeordnet. Auch die Gewölbe ruhen auf hölzernen Stützen, die auf den Emporenbrüstungen sitzen. Der Chor ist mit einem über Wandpfeilern gewölbten Vorchor versehen; der Chorschluss ist mit einem Rippengewölbe über Runddiensten auf Figurenkonsolen ausgestattet. Die Gewölbe sind mit pflanzlichen und symbolischen Darstellungen bemalt. In den großen Chorfenstern sind Glasmalereien mit Darstellungen der großen christlichen Feste eingesetzt, die den Raumcharakter mystisch überhöhen.
In der Nähe der alten Kirche befand sich auch das alte Pfarrhaus, ein Fachwerkbau von 1754. Dieses wurde 1894 unter der Leitung von Theodor Quentin durch den heute noch existierenden Bau ersetzt.

## Ausstattung
Die Ausstattung aus der Entstehungszeit umfasst den Altar mit einem neugotischen, farbig gefassten Steinretabel, das ein Gemälde mit einer Darstellung der Einsetzung des Abendmahls rahmt. Ein neugotischer Taufstein und eine hölzerne Kanzel in Formen der Neuromanik und Neugotik ergänzen die Ausstattung wie das Gestühl aus der Bauzeit.
Die Orgel ist ein Werk von Georg Wünning aus dem Jahr 1995 unter Verwendung des Materials der Orgel von Jehmlich aus dem Jahr 1915 mit 32 Registern auf zwei Manualen und Pedal.
Das Uhrwerk der Kirche stammt aus dem Jahr 1894 und wurde 1995 überholt. Heute steht es mit dem gesamten Bau unter Denkmalschutz. Die Zifferblätter haben einen Durchmesser von 1,80 m.

## Geläut
Das Geläut besteht aus vier Eisenhartgussglocken. Der Glockenstuhl besteht aus einer Stahlkonstruktion.
| Nr. | Gussdatum | Gießer                                 | Durchmesser | Masse   | Schlagton |
| --- | --------- | -------------------------------------- | ----------- | ------- | --------- |
| 1   | 1949      | Glockengießerei Schilling & Lattermann | 1654 mm     | 2050 kg | es´       |
| 2   | 1949      | Glockengießerei Schilling & Lattermann | 1297 mm     | 910 kg  | g´        |
| 3   | 1949      | Glockengießerei Schilling & Lattermann | 1079 mm     | 525 kg  | b´        |
| 4   | 1949      | Glockengießerei Schilling & Lattermann | 340 mm      | 340 kg  | c´´       |